# Медійний цирк

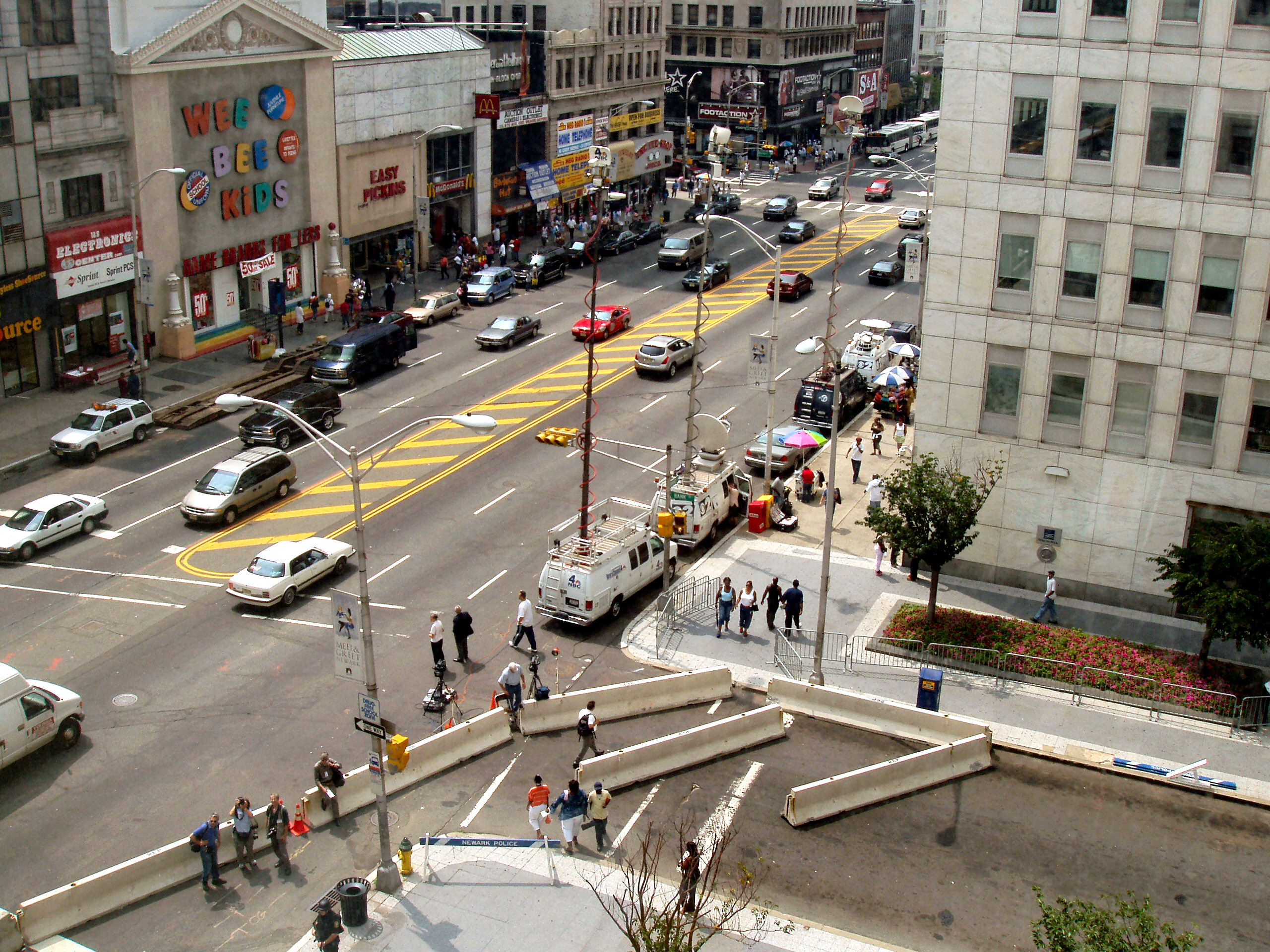
Новини ЗМІ: супутникові вантажні автомобілі та фотожурналісти зібралися біля штаб-квартири Prudential Financial у Ньюарку, штат Нью-Джерсі, у серпні 2004 року після повідомлення про терористичну загрозу для будівель у Нью-Йорку.

Медійний цирк — розмовна метафора чи ідіома, яка описує медіа-подію, яка вважається надмірно опосередкованою порівняно з її справжньою важливістю; новиною, де висвітлення в ЗМІ сприймається як непропорційне, зокрема за кількістю репортерів на місці події і кількістю трансльованого або опублікованого матеріалу та вироблених програм. Сенсаційне висвітлення події може додати до її сприйняття у засобах масової інформації як предмет ототожнення з цирком. Цей термін призначений для критики висвітлення події шляхом порівняння його з поданням і видовищем цирку. Використання цього терміну в цьому сенсі стало звичайним явищем в 1970-х роках.
Цей термін є схожим за поняттям до таких позначень, як «надмірне висвітлення інформації», «ажіотаж у ЗМІ», «медіа-пік» або «медіа-шум».
Причини критики ЗМІ різні. Однак головна критика полягає в тому, що альтернативні витрати є тоді, коли інші, більш важливі новини отримують менше уваги громадськості, коли медійний цирк переводить увагу на інше питання.
Незважаючи на етичний кодекс, який вимагає від журналістів відбору інформації відповідно до її важливості, насправді, «їх сортування все частіше проводиться відповідно до їх потенціалу для емоційного захоплення». Обмеження медіа-дискурсу лише емоціями призводить до «релятивістської какофонії, де всі події стають взаємозамінними: теракт, подвиг спортивної команди (…), запуск продажів» і ризикує політичним інструменталізмом емоцій (див. приклад культури страху) на шкоду будь-якій спробі реального аналізу ситуації.

## Історія

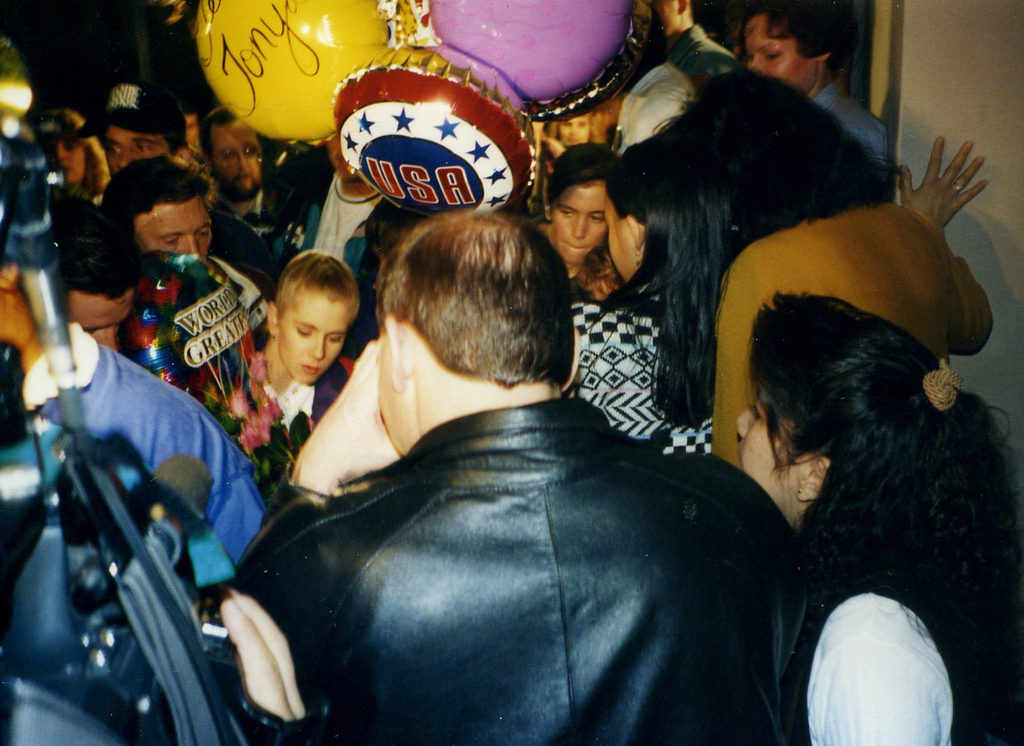
Тоня Гардінг, оточена журналістами, прибуває до міжнародного аеропорту Портленда після зимових Олімпійських ігор 1994 року.

Термін медійного цирку почав з'являтися приблизно в середині 1970-х років. Ранній приклад з книги 1976 року авторки Лінн Хейні, в якому вона пише про роман, в якому спортсмен Кріс Еверт брав участь: «Їх залицяння, врешті-решт, було медійним цирком». Кілька років по тому у «Вашингтон пост» був аналогічний приклад залицяння, в якому повідомлялося: «Сама принцеса Грейс все ще травмована спогадами про своє власне весілля з принцом Реньє в 1956 році, що виявилось медійним цирком».
Цей термін стає все більш популярним з 1970-х років. Причини критики засобів масової інформації різноманітні; в основі більшості критичних зауважень лежить те, що можуть виникнути значні альтернативні витрати, коли інші більш важливі новинні питання отримують менше суспільної уваги в результаті освітлення розрекламованої проблеми. Медійні цирки складають центральний сюжет фільму 1951 року «Туз в рукаві» про корисливого репортера, який, висвітлюючи катастрофу на шахті, дозволяє людині померти в пастці під землею. Він цинічно досліджує відносини між ЗМІ та новинами, які вони висвітлюють. Згодом фільм був перевиданий під назвою «Великий карнавал», де «карнавал» відноситься до того, що ми тепер називаємо «цирком». Фільм був заснований на історії реальної особистості — Флойда Коллінза, який в 1925 році був спійманий в пастку в печері Кентуккі, що привернув так багато уваги засобів масової інформації, що став третім за величиною медійною подією між двома світовими війнами (інші два — це одиночний політ Чарльза Ліндберга і його ж викрадення).

## Приклади
Події, описані як медійний цирк:

### Аруба
- Зникнення і вирогідна смерть Наталі Холлоуей (2005-)[6].

### Австралія
- Зникнення Азарії Чемберлен — 2-місячної дитини в глибинці Австралії (1980)[7].
- Колапс шахти у Біконсфільді (2006)[8].
- Насильство проти індіанців в Австралійському конфлікті (2006)[9].
- Шапель Корбі — контрабандистка наркотиків (2014)[10][11].

### Бразилія
- Вбивство Ізабелли Нардоні (2008)[12].

### Канада
- Конрад Блек, діловий магнат газет, засуджений за шахрайство, розкрадання та корпоративне знищення, ув'язнений у Флориді[13].
- Життя мера Торонто Роба Форда, включаючи вживання наркотиків, алкоголю та причетність до організованої злочинності (2013)[14].
- Пол Бернардо та Карла Гомолка (серійні вбивці)[15].
- Омар Хадр (затриманий як неповнолітній у затоці Гуантанамо у 2001 році, переведений до Канади у 2012 році, звільнений у травні 2015 року)[16].

### Чилі
- Аварія у Copiapó (2010)[17][18].

### Колумбія
- Смерть Луїса Андреса Колменареса (2010)[19].

### Італія
- Аманда Нокс (засуджена за вбивство Мередіт Керчер; згодом її звинувачення було скасовано)[20].

### Малайзія
- Зниклий рейс авіакомпанії Malaysia Airlines 370 (2014)[21].

### Перу
- Ситуація із заручниками в резиденції посла Японії (1997).
- Джоран ван дер Слот і смерть Стефані Флорес Рамірес (2010)[22].

### Польща
- Знахідка нацистського потягу золота у Валбжиху (Вальденбург) (2015).

### Румунія
- Зникнення та передбачуване вбивство Елодії Гінеску, особливо на телеканалі OTV, який випустив пару сотень серій з цього приводу[23].

### Південна Африка
- Оскара Пісторіуса судять за смерть його дівчини Ріви Стінкамп (2013—2014)[24].

### Південна Корея
- Самогубство та похорон зірки K-pop та учасника SHINee Кім Джонхьона (2017)[25][26].

### Таїланд
- Рятування дітей у печері в Таїланді.[27].

### Україна
- Причетність Миколи Мельниченка до касетного скандалу (1999—2000)[28][29].

### Велика Британія
- Справа Чарлі Гарда[30].
- Життя, кар'єра, смерть і похорони Джейд Гуді (2009)[31].
- Скандал зі зломом телефонів News International (2011). Часто затьмарюють історії про громадянські війни в Лівії/Сирії, голод у Східній Африці та економічну кризу[32].

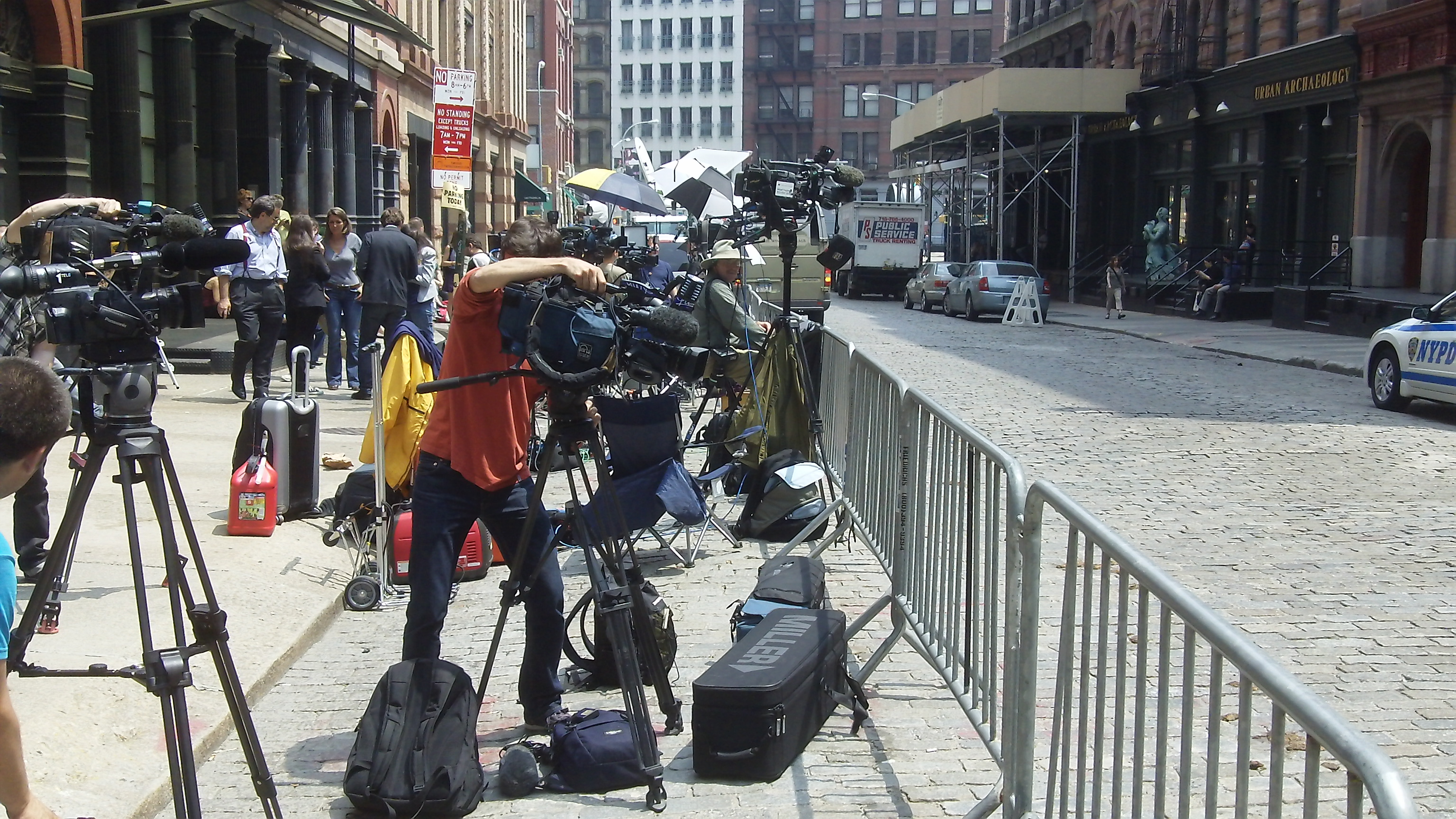
Камери та репортери перед квартирою Стросс-Кана 26 травня 2011 року

- Зникнення Мадлен Маккан (2008)[33].
- Справа Маклібеля[34].

### Сполучені Штати Америки
- Суд над вбивством Біла Аннана, Бельви Гертнер та кількох інших підозрюваних у Чикаго 1924 року, адаптований до чиказької франшизи репортером газети[35].
- Суд над Семом Шеппардом 1954 року. Верховний суд США визнав, що «масовий, всепроникний та упереджувальний розголос» заважав йому отримати справедливий суд[36].
- Процес висвітлення інформації 1965 року проти співака Арло Гатрі та Річарда Роббінса навмисно перетворився на медійний цирк ЗМІ, заарештувавши офіцера Вільяма Обангейна, щоб утримати інших від повторення своїх дій[37].
- Висвітлення розслідування та судового розгляду вбивств Шерон Тейт та чотирьох інших людей, здійснених сім'єю Менсона у 1969 році[38].
- Девід Гелман, Пітер Грінберг та ін. в Newsweek 31 січня 1977 року: «Бруклінський фотограф і кінопродюсер Лоуренс Шиллер зумів стати єдиним журналістом, який став свідком страти Гері Гілмора в штаті Юта. …У справі Гілмора він був схожий на керівника, що створив медійний цирк із журналістами, які борються за те, що він може запропонувати»[39].
- Врятування дитини Джессіки Макклюр (1987)[40].
- 'Справа бігуна' в Центральному парку 1989 року.[41].
- Справа про вбивство О. Дж. Сімпсоном 1994—1995 років[24].
- Заметіль 96-го року (1996). "… ця буря … настільки роздута ЗМІ так само, як справа про вбивство О. Дж. Сімпсона стала розкручуватися як «суд століття»[42].
- Конфлікт під вартою Еліана Гонсалеса (2000)[43].
- «Літо акул» у 2001 році[44].
- Суд над Скоттом Петерсоном (2004). «Цирк став ще гіршим, коли у 2004 році Пітерсона почали судити за вбивство»[45].
- Суд над Мартою Стюарт (2004). «Стюарт із кам'яним обличчям ніколи не переступав, пробиваючи шлях через цей медійний цирк»[46].
- Зникнення Стейсі Петерсон (2007)[47].
- Ймовірний підлітковий «пакт про вагітність» у середній школі Glocuester (2008)[48].
- Суд над вбивством Кейсі Ентоні (2011). «Знову ж таки, невблаганне висвітлення у ЗМІ значною мірою викликало захоплення справою», — зауважив Форд[48][49].
- Вбивство Трейвона Мартіна (2012). «Ось де медійний цирк набуває потворного повороту», — написав Ерік Дегганс[50].
- Вбивство Тревіса Олександра (2013), де Джоді Аріас був визнаний винним у вбивстві першого ступеня[51][52].
- Заяви про сексуальні домагання проти продюсера фільму Гарві Вайнштейна та ефект Вайнштейна (2017)[53].
- Вбивство Джорджа Флойда та рух 'Black Live Matter' (2020).[54]